# Jüdischer Friedhof Merchingen

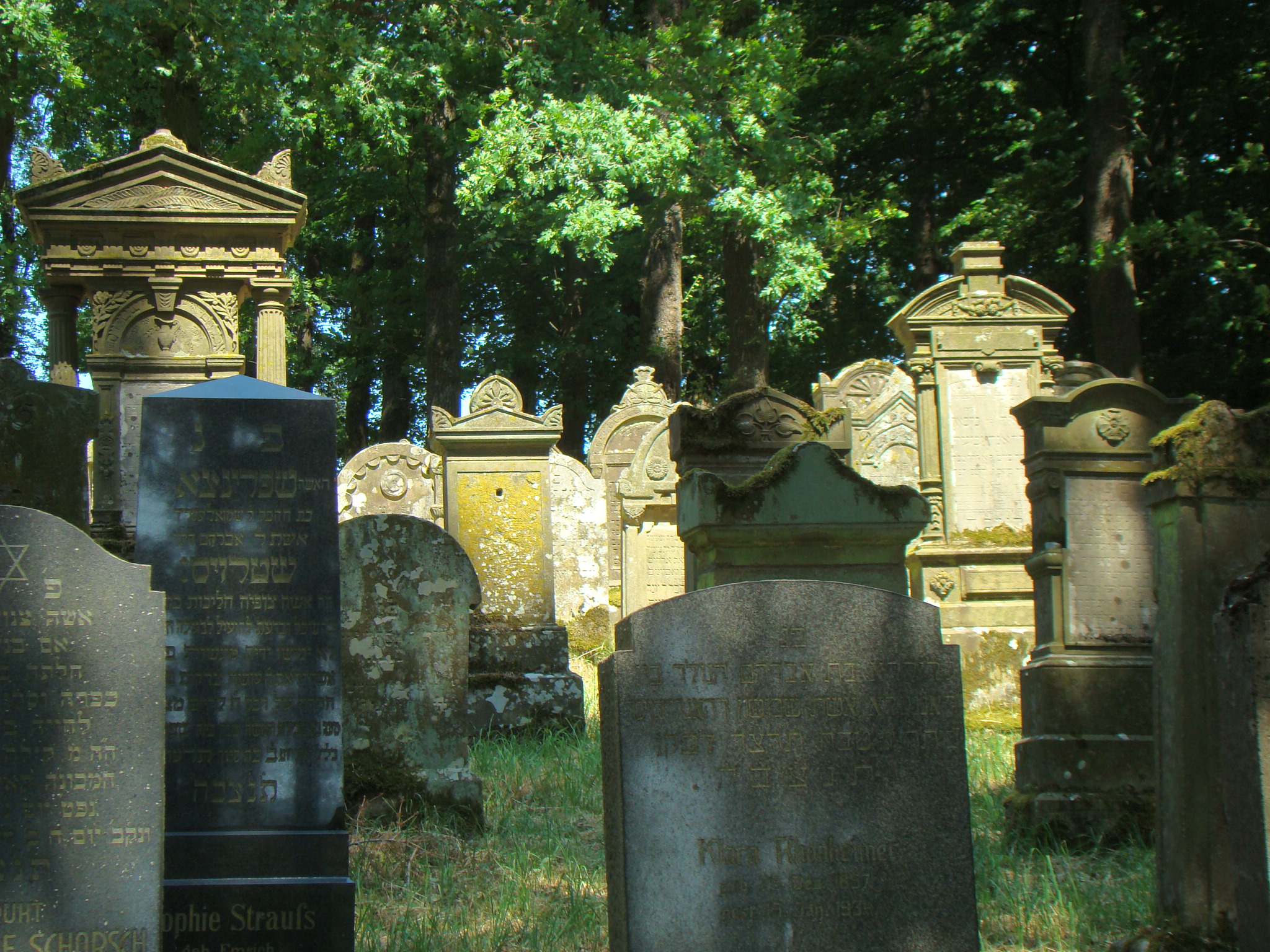
Grabsteine auf dem jüdischen Friedhof in Merchingen

Der Jüdische Friedhof Merchingen ist ein jüdischer Friedhof in Merchingen, einem Stadtteil von Ravenstein im Neckar-Odenwald-Kreis im nördlichen Baden-Württemberg. Er ist ein geschütztes Kulturdenkmal.

## Geschichte
Die jüdische Gemeinde Merchingen hatte ihre Toten ursprünglich auf dem jüdischen Friedhof Berlichingen und Bödigheim beigesetzt. Der Wunsch nach einem eigenen Friedhof blieb den Merchinger Juden bis ins frühe 19. Jahrhundert versagt. Durch die Umgestaltung des deutschen Südwestens nach den napoleonischen Kriegen kam Merchingen zu Baden, während Berlichingen württembergisch wurde. Die badische Regierung bewilligte dann 1809 die Anlage eines eigenen Friedhofs. Das notwendige Gelände am Wurmberg nahe der Straße nach Ballenberg bot Freiherr Götz von Berlichingen zu Merchingen an. Das bergige Waldgrundstück war landwirtschaftlich nicht nutzbar und der Kaufpreis war sicher eine willkommene Entschädigung für den Wegfall des Anteils der Merchinger Juden am Unterhalt des Berlichinger Judenfriedhofs, um den die Freiherren noch einige Zeit stritten.
Am 24. Mai 1810 fand die erste Bestattung auf dem neuen Friedhof statt. Der Friedhof wurde zunächst im oberen Teil belegt und dann im Lauf der Zeit den Hang hinab in Richtung der im 19. Jahrhundert in ihrem heutigen Verlauf erbauten Straße hin erweitert. Er umfasste schließlich 50,61 Ar. Die Mauer um den Friedhof wurde 1901 erbaut, nachdem zuvor ein Holzzaun genügt hatte. Am 28. September 1938 wurde als Letzter Jonas Heß (oder Hess) auf dem Friedhof beigesetzt. Insgesamt gab es 618 Bestattungen. Neben Juden aus Merchingen wurden auch etwa 40 Juden aus Hüngheim, Osterburken, Bödigheim, Böblingen und Tauberrettersheim auf dem Friedhof bestattet. Die Grabsteine sind geländebedingt nicht traditionelle nach Osten, sondern nach Südwesten ausgerichtet. Die älteren Grabsteine im oberen Teil des Friedhofs sind einheitlich aus regionalem Gestein, die jüngeren Grabsteine sind teilweise auch aus Marmor oder Granit. Als Besonderheit weisen manche der Grabsteine deutsche Inschriften in hebräischer Schrift auf.
Heute sind noch 368 Grabsteine von Erwachsenen und 15 Kindergrabsteine erhalten, teils sind sie verwittert oder zerfallen. Der Friedhof besaß nie ein Taharahaus, stattdessen wurden die rituellen Totenwaschungen bei der Mikwe an der Kessach durchgeführt.
Als in der Zeit des Nationalsozialismus 1940 die jüdischen Einrichtungen an die Gemeinde Merchingen verkauft wurden, wurde der Friedhof nicht berechnet. Im Gegenzug verpflichtete sich die Gemeinde, den Friedhof 30 Jahre lang zu pflegen. Vermutlich aufgrund dieser Abmachung entging der Friedhof auch den ansonsten vielerorts stattfindenden Schändungen. Bei der Besetzung von Merchingen am 4. April 1945 wurde der Friedhof jedoch durch amerikanischen Panzerbeschuss beschädigt, da die Amerikaner deutsche Soldaten im Friedhof vermuteten.
Der Friedhof wird weiter von der Gemeinde Merchingen gepflegt und steht heute unter Denkmalschutz.